# Bob Helm
Bob Helm  (* 18. Juli 1914 in Fairmead, Kalifornien; † 2003) war ein  US-amerikanischer Klarinettist und Saxophonist des Dixieland Jazz.
Bob Helm war ein Veteran der kalifornischen Revival-Szene; er arbeitete mit Lu Watters um 1940 und ab Mitte der 1940er Jahre mit dem Posaunisten Turk Murphy. Er leitete später auch eine eigene Formation, Bob Helm’s Riverside Roustabouts, mit der zwischen 1957 und 1988 jedoch nur wenige Aufnahmen entstanden sind; erst in den 1990er Jahren nahm Helm einige Alben, teils auch mit Carol Ann Leigh, für das Label Stomp Off auf. Bob Helm wirkte außerdem an Aufnahmen von Earl Scheelar, Chris Tyle’s New Orleans Rover Boys (1991),  Jacques Gauthés Band YerbaBuesta Style 1994 und der South Frisco Jazz Band (1984 und 1989) mit.

## Diskographische Hinweise
- Lu Watters and the Yerba Buena Jazz Band: On the Air (Good Time Jazz)
- Turk Murphy: San Francisco Jazz (Good Time Jazz, 1949/50)
- Hotter than That (Stomp Off, 1994–95) mit Ted Des Plantes
- Ma ’N’Bessie’s Greater Tent Show Act 1 & 2 (Stomp Off, 1994–97)